# The College Widow
The College Widow er en amerikansk stumfilm fra 1915 af Barry O'Neil.

## Medvirkende
- Charles Brandt som Dr. Witherspoon.
- Ethel Clayton som Jane Witherspoon.
- Edith Ritchie som Mrs. Dalzelle.
- Ferdinand Tidmarsh som Jack Larrabee.
- Howard Missimer som Matty McGowan.